# Sonchus pitardii
Sonchus pitardii là một loài thực vật có hoa trong họ Cúc. Loài này được Boulos miêu tả khoa học đầu tiên năm 1967.